# دیوید هلیول
دیوید هلیول (انگلیسی: David Helliwell; ۲۶ ژوئیهٔ ۱۹۳۵ – تاریخ ورودی نامعتبر است) قایقران روئینگ اهل کانادا بود.